# Doyt Perry Stadium
O Doyt Perry Stadium é um estádio localizado em Bowling Green, Ohio, Estados Unidos, possui capacidade total para 24.000 pessoas, é a casa do time de futebol americano universitário Bowling Green Falcons football da Universidade Estadual de Bowling Green. O estádio foi inaugurado em 1966, o nome é em homenagem ao ex-técnico Doyt Perry.